# Загустай (станція)
Загустай (рос. Загустай) — станція Улан-Уденського регіону Східносибірської залізниці Росії, розташована на дільниці Заудинський — Наушки між станціями Сульфат (відстань — 12 км) і Барати (13 км). Відстань до ст. Заудинський — 120 км, до державного кордону — 133 км.